# HD 10780
HD 10780，又名BD+63 238，SAO 11983、HR 511，是一颗恒星，视星等为5.63，位于銀經129.08，銀緯1.66，其B1900.0坐标为赤經1h 40m 30.5s，赤緯+63° 1.66′ 32″。